# カフェちゃんとブレークタイム
『カフェちゃんとブレークタイム』は、ポルリンによる日本の漫画作品。ウェブコミック。2014年7月5日から同人作品としてWEB連載を開始する。また、2015年12月3日から2017年1月23日にかけて「電撃コミックWEB」内の『@vitamin』においても公式連載されていた。話数の数え方は「杯目」。

## 概要
ポルリンが『月刊ドラゴンエイジ』で連載していた『みくり学園スイーツ部』の原稿を描いている時に「コーヒーを飲みたい」と思いながら何気なく描いたコーヒー擬人化の落書きが作品の基となった。ニコニコ生放送を通じて視聴者に意見を募りながらキャラクターを作っていくことが特徴的。作品を描くにあたり、コーヒー文化の百科事典『ALL ABOUT COFFEE』を読み込んだり、UCCコーヒーアカデミーなどコーヒーのセミナーに通ったりしてコーヒーについて学んでおり、UCCコーヒー博物館の館長から許可を得て、カフェとティーがUCCコーヒー博物館で社会科見学をする漫画も描いている。
「コトリボイス」とのコラボでカフェ、ティー、緑の3人に声優がついたが、その際にはニコニコ生放送でのアンケートで担当キャラクターを決定しており、その後も他のキャラクターに順次声優がついていっている。また、「ENSOKU」において本作品のモーションコミックが配信されており、2015年8月には同人でボイスドラマのドラマCDが制作された。これらの音声付き作品においてのBGMはハヤシユウが担当しており、2016年8月にサウンドトラックも制作されている。
2014年末に『ダ・ヴィンチ』と『niconico』の主催で行われた、『次にくるマンガ大賞』では「本にしてほしいWEBマンガ部門」の9位に入賞。大賞の記事は『ダ・ヴィンチ』2015年3月号に掲載された。
2015年12月19日にKADOKAWAより単行本第1巻が発売。それを記念して2015年11月30日発売の『電撃G'sコミック』2016年1月号にセンターカラーで特別編が掲載され、その他にも本作品のアニメPVがフウシオスタジオにより制作され公開された。また、2015年12月3日から2017年1月23日にかけて、「電撃コミックWEB」内の『@vitamin』でそれまでの話数も掲載しつつ51杯目から81杯目までを連載した。
2017年10月1日、ポルリンのブログにてカフェちゃんのゲーム化企画が進行中であると発表される。
2018年2月7日、スピンオフ作品の「カフェちゃんと猫」（原作：ポルリン、作画：ぷも）がポルリンのTwitterアカウントにて連載開始。

## あらすじ
コーヒーを擬人化した女の子・カフェちゃんをはじめとした、飲み物を擬人化した女の子たちがそれぞれの飲み物に関する知識を披露する。擬人化された女の子同士のやりとりも見どころの一つ。

## 登場人物
カフェ
声：藤井アユ美
コーヒーの擬人化。ジト目で長い茶髪の女の子。コーヒーの実をイメージした赤い服、ドリップされたコーヒーの色をイメージした黒タイツ、アマレロという品種のコーヒーの実をイメージした黄色いスカーフ、帽子とスカーフに付いたコーヒー豆などが特徴。Sな発言や思わせぶりな発言をして楽しむ小悪魔的性格の持ち主で、時にコーヒーの苦みを思わせる毒舌を吐く。コーヒーは鮮度が命ということで幼め外見となっており、胸が小さいことを気にしている。一人称は「私」。ティーからは「カフェ」、セイと緑からは「カフェ様」、ラムネとミルクとミカンからは「カフェちゃん」、ココアからは「インフィニティダークスターブラックカオス」と呼ばれている。得意なものはビリヤード。誕生日は10月1日（コーヒーの日）。身長は147cm。好きな色は黒。初登場は1杯目。
ティー
声：結月美帆→中上育実
紅茶の擬人化。セイと緑の姉。つり目でスタイルのいい勝気な女の子。セミロングの髪は薄い色の茶髪。「T」の形を模した装飾の付いた緑色の帽子と巨乳が特徴。雅さを大事にする。紅茶の知識以外についてはあまり詳しくなく、その悪気なく天然な性格とプロポーションから「無知でムチムチ」と称される。唯一カフェちゃんを振り回せる天敵だが、仲は悪くない。おやつを作るのは上手だが、普通の料理を作るのは非常に苦手。一人称は「私」。カフェからは「こうちゃん」と呼ばれているが、本人はあまり気に入っていない様子。セイからは「ティー姉」、緑からは「ティーお姉様」、ミルクからは「ティーちゃん」、ココアからは「バイオレットフレグランス」と呼ばれている。得意なものはスイーツ作り。誕生日は11月1日（紅茶の日）。身長は165cm。体重は60㎏未満。好きな色は紅。初登場は6杯目。
緑（みどり）
声：得本綾→阿部玲子
緑茶の擬人化。ティーとセイの妹。たれ目でおかっぱ緑髪のおっとりとした性格の女の子。茶柱をイメージしたアホ毛と、和服が特徴。「不発酵」の緑茶なのに「腐発酵」が進んでいると言われるほどの百合好きで、緑が「茶の湯の気配、略して茶気」と呼んでいる百合の気配があると頭の茶柱が反応する。百合の気配に反応するという性能からその茶柱は、カフェから「百合センサー」と呼ばれ、茶柱の反応が行き過ぎるとまともに喋れなくなることもある。川柳や絵を嗜んでいる。一人称は「此方（こなた）」。カフェとミルクとミカンからは「緑ちゃん」、ティーとセイと龍からは「緑」、ココアからは「ロードスターパフューム」と呼ばれている。得意なものは川柳。誕生日は5月2日（緑茶の日）。身長は142cm。好きな色は緑。初登場は12杯目。
セイ
声：笹島かほる
烏龍茶の擬人化。ティーの妹、緑の姉。関西弁で喋り、青緑色の髪と龍眼、チャイナドレス風の衣装、シニヨンキャップ、スパッツなどが特徴の女の子。健康的な「ヘルシーボディ」の持ち主で、胸は手のひらサイズ。健康のために体を動かすのが好きなこともあり、物語当初は「健康のためなら死んでもいい」と語って出て行っていた。カフェの事を「カフェ様」と呼んで偏愛し、時に変態的な行動に出るほどであるが、カフェからは冷たくあしらわれている。しかしセイ本人はカフェのそのブラック感がたまらないと魅力的に思っている。カフェの事でティーと喧嘩をすることもあるが、基本的に仲はいい。「セイ」という名前は、烏龍茶が中国茶のうち青茶に分類されることに由来する。一人称は「うち」。カフェからは「烏（うー）ちゃん」、ティーと龍からは「セイ」、緑からは「セイお姉様」、ココアからは「顔芸」と呼ばれている。得意なものはバク転。誕生日は未公開。身長は153cm。好きな色は青。初登場は18杯目。
龍（りゅう）
声：砂山哲英
セイの帯になっている龍のような生き物。性別は男。関西弁で話すことが特徴。お茶の抽出時間や蒸らし時間などの時間を正確に計る特技を持ち、歌がとても上手い。緑のような未成熟な体型を好み、洗濯されるのが嫌い。セイからは「リューさん」、緑からは「龍さん」、カフェやココアからは「うなぎ」と呼ばれている。一人称は「わい」。初登場は18杯目。
ココア
声：たみやすともえ
ココアの擬人化。白髪のポニーテールに褐色肌、オッドアイ、モノクルという外見的特徴をもつ女の子。自らを「天衣無縫・天真爛漫ピュアカカオマスター」と名乗るなど、いわゆる中二病的な言動も特徴で、他人の呼称も独特。持っている傘で空を飛んだり、傘が倒れた方向で進路を決めたりして、知見を得るために世界を旅しているが方向音痴。ココアパウダーがカカオ豆から油脂を抜いたものであるため、胸の脂肪分が少ない。一人称は「予」。カフェからは「ココアちゃん」、ティーとセイからは「ココア」と呼ばれている。初登場は32杯目。
ラムネ
声：平山笑美
ラムネの擬人化。「スカッと爽やか」がキャッチコピーの元気っ娘。水色の短髪にラムネの玉押しをモチーフにした髪留めが特徴。セーラー服にビキニ、シースルーのパレオを身に着けている。胸は大きい。ラムネの瓶を模した水鉄砲「ラムネ炭酸銃」を持っており、ラムネ瓶の中の玉を取り出す為に瓶を割ったことがある人をお仕置きする際に使用する。なお、ラムネ炭酸銃の中身について、ラムネは「ボクの」と語るが具体的に何を指しているのかは不明。ハワイでの社会科見学において、アメリカのレモネード（ラムネの語源）には炭酸が入っていないことから、はじけていない大人びた姿を見せている。一人称は「ボク」。カフェからは「ラムネちゃん」と呼ばれている。初登場は45杯目。
ミルク
牛乳の擬人化。泣きぼくろのあるたれ目や、右の胸元にほくろのある大きな胸が特徴の女の子。普段はおっとりとした性格であるが、自ら「ドM」と称するほどのかなりのマゾヒストで、カフェを見つけると突進していき、自分をなじるようカフェにしがみついてお願いするほどである。黒と白を基調とした服とエプロンや、イヤータグを模したイヤリング、ベルの付いたチョーカーを身に着けている。一人称は「わたくし」。カフェ、ティー、緑から「ミルクさん」と呼ばれている。2016年5月21日に『いきのこれ! 社畜ちゃん』とのコラボ企画として行われた、ニコニコ生放送での新キャラデザイン企画において誕生した。初登場は70杯目。
ミカン
オレンジジュースの擬人化。2つのお団子ヘアと短いツインテールのオレンジ髪や、みかんを模したスカートやノースリーブのパーカーが特徴の女の子。快活な性格で、男言葉的な口調で喋る。胸は大きくない。緑と仲が良い。一人称は「うち」。初登場は89杯目。
リンゴ
アップルジュースの擬人化。セミショートの黒髪やアンダーリムの丸眼鏡、リンゴを模したベレー帽とシャツなどが特徴の女の子。引っ込み思案で恥ずかしがりな性格。胸が大きく、リンゴの胸をミカンは「アップルパイ」と呼んでいる。絵を描くことが得意。一人称は「わ」。ミカンからは「リンゴ」と呼ばれている。初登場は89杯目。
甘酒（あまざけ）
甘酒の擬人化。薄紫色の長髪を三つ編みにしている。一人称は「うち」。

## 書誌情報

### 単行本
- ポルリン『カフェちゃんとブレークタイム』（電撃コミックスEX） KADOKAWA/アスキー・メディアワークス、既刊3巻
  1. 2015年12月19日発売 ISBN 978-4-04-865584-2
  2. 2016年4月27日発売 ISBN 978-4-04-865583-5
  3. 2016年11月26日発売 ISBN 978-4-04-892320-0

### 同人作品
同人誌
- カフェちゃんとブレークタイム1（コミックマーケット86、2014年8月17日）
- カフェちゃんとブレークタイム2（こみっく★トレジャー24、2014年9月7日）
- カフェちゃんとブレークタイム3（コミティア110、2014年11月23日）
- カフェちゃんとブレークタイム4（コミックマーケット87、2014年12月30日）
- カフェちゃんと社会科見学〜UCCコーヒー博物館〜（コミケットスペシャル6、2015年3月28日）
- カフェちゃんとブレークタイム5（COMIC1☆9、2015年5月2日）ボイスドラマCD体験版付属。
- カフェちゃんとブレークタイム〜サマータイム〜（コミックマーケット88、2015年8月16日）
- カフェちゃんとカフェ巡り（コミックマーケット89、2015年12月31日）
- カフェちゃんを眺める本～カフェちゃんとスクールライフ～（コミックマーケット91、2016年12月31日）
- カフェちゃんとたまこの美味しい本（グルメコミックコンベンション、2017年4月1日）「たまこのコーヒー」とのコラボ作品。
- カフェちゃんとブレークタイムD（コミティア120、2017年5月6日）
- カフェちゃんとブレークタイムD2（コミックマーケット92、2017年8月13日）
- カフェあゆキッチン（コミックマーケット92、2017年8月13日）カフェちゃんの担当声優である藤井アユ美と合作のレシピ本。
- カフェちゃんとブレークタイムD3（コミックマーケット93、2017年12月31日）
- カフェちゃんとたまこの美味しい本2（COMIC1☆13、2018年4月30日）「たまこのコーヒー」とのコラボ作品。
- カフェちゃんとブレークタイムSUMMER2018（コミックマーケット94、2018年8月12日）
- カフェちゃんと猫（コミックマーケット94、2018年8月12日）原作：ポルリン、作画：ぷも。
- カフェちゃんとブレークタイムWINTER2018（コミックマーケット95、2018年12月31日）
- カフェちゃんとブレークタイムRefill①（コミックマーケット96、2019年8月11日）

CD
- カフェちゃんとボイスドラマ（コミックマーケット88、2015年8月16日）ボイスドラマCD
- カフェちゃんとボイスドラマ2（コミックマーケット89、2015年12月31日）ボイスドラマCD
- カフェちゃんオリジナルサウンドトラック（コミックマーケット90、2016年8月14日）サウンドトラック
- カフェちゃんキャラクターイメージソング Vol.001「BLACK I's」（コミックマーケット91、2016年12月31日）キャラクターソング、ボイスドラマ収録。
- カフェちゃんキャラクターイメージソング Vol.002「マイ☆スイートネス」（コミックマーケット92、2017年8月13日）キャラクターソング、ラジオ、ボイスドラマ収録。
- カフェちゃんキャラクターイメージソング Vol.003「LA DOLCE VITA」（コミックマーケット93、2017年12月31日）キャラクターソング、ラジオ、ボイスドラマ収録。
- カフェちゃんキャラクターイメージソング Vol.004「BFF（Best Friend Forever）」（コミックマーケット94、2018年8月12日）キャラクターソング、ボイスドラマ収録。
- カフェちゃん新ドラマCD（コミックマーケット95、2018年12月31日）ラジオ、ボイスドラマ収録。
- カフェちゃん新ドラマCD2（コミックマーケット96、2019年8月11日）ラジオ、ボイスドラマ収録。

## アニメPV
2015年12月19日に単行本1巻が発売されたことを記念して、フウシオスタジオによりアニメPVが制作された。

### スタッフ
- 原作・脚本 - ポルリン
- 監督 - ホッチカズヒロ
- 演出 - 稲葉友紀
- 制作 - 斉藤友紀
- 音響 - 持田幸果
- ミキサー - 成田一明
- 効果音 - ゆうき
- BGM - ハヤシユウ
- アニメーション制作 - フウシオスタジオ